# Волт Вітмен Ростоу
Волт Вітмен Ростоу (англ. Walt Whitman Rostow; 7 жовтня 1916, Нью-Йорк — 13 лютого 2003, Остін, США) — американський економіст і політичний мислитель, професор Массачусетського технологічного інституту, автор теорії стадій економічного зростання, радник президента США з національної безпеки в 1966—1969 роках.